# 22 messidor
22 prairial 22 thermidor
Le duodi 22 messidor, officiellement dénommé jour du cumin, est le 292e jour de l'année du calendrier républicain.
C'était généralement le 10e jour du mois de juillet dans le calendrier grégorien.